# Confessions on a Dance Floor
Confessions On A Dance Floor는 미국의 음악가 마돈나의 열 번째 정규 음반이다. 이 음반은 2005년 11월 11일 워너 브라더스 레코드를 통해 발매되었다. 이 정규 음반은 American Life(2003)이후 마돈나의 최근 음반이다. 이 음반에는 70년대와 80년대 디스코의 영향뿐만 아니라 현대 클럽 음악들의 영향도 받았다. 음반 초기 작업때에는 미르웨이와 함께 작업했는데, 두 개의 수록곡을 만들어냈다. 그러나 마돈나는 미르웨이와의 작업을 별로 좋지 않게 느껴 작업을 중단했다. 비슷한 시기 다큐멘터리 영화의 라이브 앨범 I'm Going to Tell You a Secret의 수록곡 작업도 했었다. 앨범의 작업은 대부분 프라이스의 집에 있는 스튜디오에서 이루어졌다.
음악적으로 이 앨범은 DJ 세트처럼 구성되어있다. 특히 음반의 수록곡들은 어떠한 간격이 없이 흘러가는듯한 연속적으로 재생할 수 있도록 수록곡들을 실었다. 마돈나는 아바, 도나 썸머, 펫 샵 보이즈, 비 지스 그리고 디페쉬 모드같은 춤을 지향하는 음악가들 샘플링했다고 언급했었다. 뿐만아니라 자신의 이전 작품들도 참고했다. 비평가들은 이 음반을두고 마돈나가 다시 재기에 성공하게해준 음반이라며 많은 호평을 받았다. 또한 마돈나가 댄스 음악만을 지향했다는 점에서도 많은 찬을 보냈다.
앨범이 발매된 후, 많은 국가에서 상위권으로 데뷔했다. 음반은 빌보드 200 1위에 올르며 마돈나의 여섯 번째 1위 앨범이 되었다. 세계적으로 Confessions on a Dance Floor는 최고 1,200만 장 정도가 팔린것으로 알려졌다. 이 앨범은 2007년 열린 그래미 상 "최우수 댄스/일렉트로닉 앨범" 그리고 2006년 열린 브릿 어워드에선 "인터내셔널 여성 솔로 아티스트"를 수상받았다. 이후 앨범의 서포팅을 위해 대규모 투어 Confessions Tour를 시작했고, 이는 여성 음악가 중 가장 높은 수익을 올린 투어로 기록되었다.
이 음반에서는 총 네 개의 싱글이 발매되었다. "Hung Up"은 앨범의 첫 싱글로 발매되었는데, 45개 국가에서 1위에 오르며 기네스 세계 기록에도 등재되었다. 다음 싱글인 "Sorry"도 많은 국가에서 상위권을 차지했다. 이 노래는 영국에서 정상을 차지하며 마돈나의 12번째 영국 1위 싱글이 되었다. "Get Together"와 "Jump"는 각각 세 번째와 네 번째 싱글로 발매되었고, 각종 댄스 차트를 휩쓸었다.

## 수록곡
| #             | 제목                  | 작사·작곡                                                   | 재생 시간 |
| ------------- | --------------------- | ----------------------------------------------------------- | --------- |
| 1.            | 〈"Hung Up"〉         | 마돈나, Stuart Price, Benny Andersson, Björn Ulvaeus        | 5:36      |
| 2.            | 〈"Get Together"〉    | 마돈나, Anders Bagge, Peer Åström, 프라이스                 | 5:30      |
| 3.            | 〈"Sorry"〉           | 마돈나, 프라이스                                            | 4:43      |
| 4.            | 〈"Future Lovers"〉   | 마돈나, Mirwais Ahmadzaï                                    | 4:51      |
| 5.            | 〈"I Love New York"〉 | 마돈나, 프라이스                                            | 4:11      |
| 6.            | 〈"Let It Will Be"〉  | 마돈나, Ahmadzaï, 프라이스                                  | 4:18      |
| 7.            | 〈"Forbidden Love"〉  | 마돈나, S. Price                                            | 4:22      |
| 8.            | 〈"Jump"〉            | 마돈나, Joe Henry, 프라이스                                 | 3:46      |
| 9.            | 〈"How High"〉        | 마돈나, Christian Karlsson, Pontus Winnberg, Henrik Jonback | 4:40      |
| 10.           | 〈"Isaac"〉           | 마돈나, 프라이스                                            | 6:06      |
| 11.           | 〈"Push"〉            | 마돈나, 프라이스                                            | 3:57      |
| 12.           | 〈"Like It or Not"〉  | 마돈나, Karlsson, Winnberg, Jonback                         | 4:31      |
| 총 재생 시간: | 총 재생 시간:         | 총 재생 시간:                                               | 56:34     |

### 보너스 트랙
| #  | 제목                  | 작사·작곡        | 재생 시간 |
| -- | --------------------- | ---------------- | --------- |
| 1. | 〈"Fighting Spirit"〉 | 마돈나, Ahmadzaï | 3:32      |

| #  | 제목            | 작사·작곡        | 재생 시간 |
| -- | --------------- | ---------------- | --------- |
| 1. | 〈"Super Pop"〉 | 마돈나, Ahmadzaï | 3:42      |

## 제작진
- 마돈나 – 리드 보컬, 백 보컬, 프로듀서
- 스튜어트 프라이스 – 프로듀서, 건반, 신서사이저, 보코더, 프로그래밍, 시퀀싱, 샘플링
- 로버타 카라로 – 건반, 베이스, 드럼, 하모니카
- 이츠하크 신와니 – 추가 보컬 on "Isaac"
- 몬티 피트먼 – 기타
- 매그너스 "맹고" 월버트 – 프로그래밍
- 사진 – 스티븐 클라인
- 예술 감독 및 그래픽 디자인 – 조반니 비앙코
- 법률 서류 – 그루브먼 인더스키
- 매니지먼트 – 가이 오시어리, 앤절러 베커
- 믹싱 – 마크 "스파이크" 스텐트 at 올림픽 스튜디오, 레코드 플랜트 스튜디오, 로스 엔젤레스 ("Forbidden Love": mixed by 스튜어트 프라이스 at 셜랜드 로드)
- 녹음 – 스튜어트 프라이스 at 셜랜드 로드("How High" and "Like It or Not": recorded at 멀린 스튜디오, 스톡홀름 and 셜랜드 로드; "Future Lovers": recorded at 메이페어 스튜디오)
- 보조 엔지니어 – 알렉스 드롬굴
- 제2의 보조 엔지니어 at 올림픽 – 데이빗 에머리
- 제2의 보조 엔지니어 at 레코드 플랜트, 로스 엔젤레스 – 앤터니 킬호퍼
- 마스터링 – 브라이언 "빅 베이스" 가드너 at 버키 그런드맨 매스터링

## 차트 및 인증
| 차트                     | 최고 순위 |
| ------------------------ | --------- |
| 아르헨티나 앨범 차트     | 1         |
| 오스트레일리아 앨범 차트 | 1         |
| 오스트리아 앨범 차트     | 1         |
| 벨기에 앨범 차트         | 1         |
| 브라질 탑 앨범           | 1         |
| 캐나다 앨범 차트         | 1         |
| 덴마크 앨범 차트         | 1         |
| 네덜란드 앨범 차트       | 1         |
| 유러피안 탑 앨범         | 1         |
| 핀란드 앨범 차트         | 1         |
| 프랑스 앨범 차트         | 1         |
| 독일 앨범 차트           | 1         |
| 그리스 앨범 차트         | 1         |
| 헝가리 앨범 차트         | 1         |
| 아일랜드 앨범 차트       | 3         |
| 이탈리아 앨범 차트       | 1         |
| 일본 오리콘 앨범 차트    | 5         |
| 멕시코 앨범 차트         | 3         |
| 뉴질랜드 앨범 차트       | 5         |
| 노르웨이 앨범 차트       | 1         |
| 폴란드 앨범 차트         | 1         |
| 포르투갈 앨범 차트       | 1         |
| 스페인 음반 차트         | 1         |
| 스웨덴 음반 차트         | 1         |
| 스위스 음반 차트         | 1         |
| 영국 음반 차트           | 1         |
| 빌보드 200               | 1         |

| 국가           | 음반 판매량 인증 |
| -------------- | ---------------- |
| 아르헨티나     | 2× 플래티넘      |
| 오스트레일리아 | 2× 플래티넘      |
| 벨기에         | 플래티넘         |
| 브라질         | 골드             |
| 캐나다         | 5× 플래티넘      |
| 덴마크         | 2× 플래티넘      |
| 유럽           | 4× 플래티넘      |
| 핀란드         | 플래티넘         |
| 프랑스         | 다이아몬드       |
| 독일           | 3× 플래티넘      |
| 그리스         | 2× 플래티넘      |
| 헝가리         | 2× 플래티넘      |
| 아일랜드       | 4× 플래티넘      |
| 일본           | 2× 플래티넘      |
| 멕시코         | 플래티넘         |
| 네덜란드       | 플래티넘         |
| 뉴질랜드       | 플래티넘         |
| 폴란드         | 플래티넘         |
| 러시아         | 5× 플래티넘      |
| 스페인         | 2× 플래티넘      |
| 스웨덴         | 2× 플래티넘      |
| 스와질랜드     | 3× 플래티넘      |
| 영국           | 4× 플래티넘      |
| 미국           | 플래티넘         |

| 차트 (2005)          | 순위 |
| -------------------- | ---- |
| 멕시코 앨범 차트     | 54   |
| 차트 (2006)          | 순위 |
| 유러피안 핫 100 앨범 | 2    |
| 멕시코 앨범 차트     | 21   |
| 영국 앨범 차트       | 15   |
| 미국 빌보드 200      | 22   |